# Rijksbeschermd gezicht Gelselaar
Gezicht Gelselaar is een van rijkswege beschermd dorpsgezicht in Gelselaar in de Nederlandse provincie Gelderland. De procedure voor aanwijzing werd gestart op 27 maart 2009. Het gebied is op 13 september 2013 definitief aangewezen. Het beschermd gezicht beslaat een oppervlakte van 156,8 hectare.
Panden die binnen een beschermd gezicht vallen krijgen niet automatisch de status van beschermd monument. De gemeente heeft een beschermend bestemmingsplan vastgesteld om nieuwe ontwikkelingen in het gebied te reguleren. De gezichtsbescherming richt zich op de stedenbouwkundige en cultuurhistorische waardering van een gebied en wil het toekomstig functioneren daarvan veiligstellen.